# Drop D
L'accordatura in drop D è una delle accordature alternative della chitarra più diffuse. Nel drop D, la sesta corda è intonata in re (in notazione inglese, D) invece che in mi come nell'accordatura standard. Questo consente di eseguire power chord con facilità e conferisce alla chitarra un tono più cupo e scuro. Sebbene le origini del drop D siano nel blues, i generi che più largamente ne fanno uso sono l'hard rock e il metal, sia perché consente di articolare power chord con facilità sia per il tono che conferisce allo strumento.